# 스테넬로스 (미케네)
스테넬로스(그리스어: Σθένελος)는 그리스 신화에 나오는 미케네와 티린스의 왕이었다. 페르세우스와 안드로메다의 아들이다.
펠롭스의 딸 니키페와 결혼하였다. 형 엘렉트리온이 암피트리온이 던진 원반에 맞아 죽자, 그는 암피트리온을 선왕 살해범으로 몰아서 미케네에서 추방하고 왕의 자리를 차지했다.
아내 니키페에게서 아들 에우리스테우스를 얻었다. 헤라클레스의 탄생을 시기한 헤라는 제우스가 헤라클레스를 미케네 왕으로 앉히려는 시도를 보이자 비슷한 무렵 임신한 그의 아들을 헤라클레스보다 먼저 태어나게 했다.
| 전임 엘렉트리온 | 미케네와 티린스의 왕 | 후임 에우리스테우스 |